# 제이슨 베리텍
제이슨 앤드루 베리텍(Jason Andrew Varitek, 1972년 4월 11일 ~ )은 "테크" (Tek)라는 별명으로 알려진 전 미국 프로 야구 포수이다.  시애틀 매리너스에 의하여 마이너 리그의 전망으로서 이적된 후에 베리텍은 자신이 현재 특별 보조인으로 일하는 보스턴 레드삭스를 위하여 메이저 리그 베이스볼에서 자신의 전체 경력을 활약하였다.  실버 슬러거 상의 수상자는 물론 포수로서 3회의 올스타와 골드 글러브상 수상자인 베리텍은 2004년 월드 시리즈와 2007년 월드 시리즈를 둘다 우승한 팀의 일부였고, 팀의 지도적 선수들 중의 하나로서 넓게 판단되었다.  2004년 12월 그는 레드삭스의 주장으로 임명되어 1923년 이래 자신들의 4번째 만의 주장이었다.  그는 스위치히터였다.
베리텍은 리틀 리그 월드 시리즈, 대학 월드 시리즈와 메이저 리그 월드 시리즈에서 활약한 것으로 투수 에드 보스버그와 외야수 마이클 콘포토와 더불어 단 3명의 선수들 중의 하나이다.  추가적으로 그는 올림픽 야구와 월드 베이스볼 클래식에 참가하였다.  그의 레이크 브랜틀리 고등학교 야구 팀은 1990년 그의 시니어 해에 플로리다 주립 챔피언십을 우승하였고, USA 투데이 투표에 의하여 국가에서 최고 고등학교 야구 팀으로 임명되었다.  베리텍은 후에 카를로스 루이스에 의하여 묶여진 메이저 리그 베이스볼 기록 4개의 노히트 노런을 포구하였다.

## 리틀 리그 경력
베리텍은 1984년 리틀 리그 월드 시리즈에서 활약하여 인디애나주 사우스포트에 4 대 2로 우승한 미국 챔피언십에서 플로리다주 올터몬트 팀을 승리로 이끌었다.

## 고등학교와 대학 경력
베리텍은 레이크 브랜틀리 고등학교의 3루수와 구원 포수였다.  브랜틀리의 첫 라인 포수는 프로 전망 제리 서스턴이었다.  1990년 패트리어츠는 주립 챔피언십을 우승하였다.  그는 또한 1992년 미국 올림픽 팀의 일원이기도 하였고, 올해의 국내 대학 선수를 위한 딕 하우저 트로피를 수상하였다.
베리텍은 조지아 공과대학교에서 수학하여 훗날의 레드삭스 동료 선수 노마 가르시아파라와 제이 페이턴과 더불어 옐로 재키츠 야구 팀을 1994년 대학 월드 시리즈로 이끄는 도움을 주었다 (그들은 오클라호마 대학교에게 패하였다).  그는 또한 1993년 베이스볼 아메리카의 "올해의 대학 선수"로 임명되었다.  베리텍은 경영학에서 학위와 함께 조지아 공과대학교를 졸업하였고, 등번호 (33)가 영구 결번되는 데 단 하나의 공과대학교 야구 선수이다.

## 초기 프로 경력
1993년 그는 미네소타 트윈스에 의하여 첫 라운드에서 전체 21위로 드래프트되었으나 대학의 시니어 해를 위하여 돌아가는 데 선택하였다.  졸업에 이어 베리텍은 중개인 스콧 보라스와 계약을 맺어 전체 선발 14위와 함께 1994년 아마추어 드래프트의 첫 라운드에서 시애틀 매리너스에 의하여 드래프트되었다.  드래프트의 진행에서 도망칠 길의 개척자인 베리텍은 매리너스와 조건에 동의하기 전에 독립적 노던 리그에서 세인트폴 세인츠와 계약을 맺어 따라서 1995년까지 매리너스의 마이너 리그 시스템에 들어가지 않았다.  그가 결국 프랜차이즈에 가입할 때 베리택은 자신이 투수이자 장기적 동료 데릭 로를 처음으로 만난 AA 제휴팀 포트시트 루스터스로 보내졌다.  그는 구원 투수 히스클리프 슬로컴을 위한 복귀에서 1997년 시즌 도안 로와 함께 레드삭스로 이적되어 가끔 최근의 역사에서 레드삭스의 호의에 최고 이적들 중의 하나로서 예증되었다.

## 메이저 리그 경력

### 1997년 ~ 2004년
1997년 9월 24일 베리텍은 단독 경기를 위하여 소집되어 자신의 단 하나의 타수에서 1루타를 수집하였다.  1998년 시즌 동안 베리텍은 현직 포수 스콧 해터버그와 시간을 갈라 86개의 경기들에서 활약하였다.  베리텍은 시즌에서 올 것의 표시를 보였고 이어지는 시즌에 강한 봄 훈련과 함께 그는 출발 포수 포지션을 얻었다.
1999년은 포수를 위하여 발진 시즌이었다.  베리텍은 144개의 경기들에서 활약하여 20개의 홈런과 76개의 타점과 함께 .269 점을 타구하였다.  베리텍은 클리블랜드 인디언스를 상대로 아메리칸 리그 디비전 시리즈에서 3개의 타점과 함께 5 승 21 패, 그리고 뉴욕 양키스를 상대로 아메리칸 리그 챔피언십 시리즈에서 하나의 타점과 함께 4 승 20 패로 갔다.
전년도로부터 더 많은 성공을 쌓는 데 기대한 2000년 시즌은 모욕적으로 실망이었고 포스트시즌 활약을 위하여 레드삭스가 합격하는 데 실패하면서 10개의 홈런과 65개의 타점 만과 함께 .248의 평균을 야기하였다.  2001년 시즌에 대비하여 베리텍은 레드삭스와 3년, 1억 4천 9백만 달러 계약을 맺었다.  그는 뜨거운 행진을 치러 가 하나의 포인트에 .310의 평균을 가졌고 5월 20일 그는 5월 7일 파울 볼을 잡으러 몰면서 시즌을 거의 나머지를 위하여 왼쪽 팔꿈치 부상이 포수를 출장 못하게 하기 전에 단독 경기에서 3번이 홈런을 쳤다.  활약은 그해 7월을 위하여 최고 베이스볼 투나잇이 되러갔다.  베리텍은 51개의 활약한 경기들에서 .298의 평균, 7개의 홈런과 25개의 타점과 함께 시즌을 끝냈다.
베리텍은 2002년 시즌에서 완전한 레드삭스의 정렬로 돌아왔다.  하지만 베리텍이 본루에서 자신을 찾는 데 분투하면서 복귀는 평온하게 가지 않았다.  자신의 완전한 방어 능력에 도달하지 않았어도 투수와 코치들은 얼마나 베리텍의 준비와 경기의 상식이 투수들을 돕고 있었는 지 모두 눈치채기 시작하였다.  자신의 공부 습관과 투수들과 함께 추가 업무 시간들이 곧 그의 정의 속성이 되려고 하였다.  베리텍과 레드삭스는 이전 3년의 세월에 놓친 후 플레이오프에 도달하는 데 새로워진 불과 함께 2003년 시즌에 들어갔다.  베리텍은 팀의 경영이 근로자 계급으로서 묘사하는 데 시도한 클럽하우스에서 지도자가 되어 원래 선수들 트로트 닉슨과 루 멀로니와 더불어 케빈 밀라, 데이비드 오르티스, 빌 뮬러와 토드 워커 같은 새로운 얼굴들을 나타냈다.  2003년 시즌은 현재까지 베리텍의 최고 시즌이었고 그는 올스타 결승 투표와 함께 팬들이 그를 뽑은 후 자신의 첫 올스타 선발을 얻었다.  그는 15개의 홈런과 51개의 타점과 함께 .296 점을 치며 올스타 브레이크로 들어가 전부 경력 사상의 완고한 .273의 평균, 25개의 홈런과 85개의 타점과 함께 시즌을 끝냈다.  양키스에게 그해의 아메리칸 리그 챔피업십 시리즈를 패하기 전에 와일드 카드 위치와 1999년 이래 자신들의 첫 플레이오프 출연을 얻었다.
2004년 베리텍은 18개의 홈런과 73개의 타점과 함께 경력 사상의 2.96의 타구 평균을 수집하였다.  7월 24일 국내적으로 텔레비전으로 방영된 경기가 열린 동안 베리텍은 양키스의 알렉스 로드리게스가 투구에 의하여 맞은 후 로드리게스의 얼굴로 자신의 글러브를 밀어 넣었고, 투수 브론슨 아로요를 향하여 제스처를 취하여 벤치 청소 말다툼을 일으켰다.  사고에 이어 경기로부터 로드리게스와 더불어 자신이 추방되었어도 11 대 10의 우승으로 뒤에서 온 싸움에 의하여 추진되었다.  그것은 또한 논란이 일어난 후 그들이 메이저 리그 베이스볼 최고 기록을 세우면서 레드삭스의 시즌에서 어쩌다 전환점으로서 여겨지기도 한다.  레드삭스는 양키스를 상대로 아메리칸 리그 챔피언십 시리즈에서 무적자로 3개의 경기들을 압도하는 데 첫 메이저 리그 베이스볼 팀으로 지낸 후 86년만에 첫 월드 시리즈와 함께 시즌을 완결시켰다.  결정적인 6번째 경기에서 베리텍은 3 루 4 타로 갔다.
그해의 말기에 베리텍은 자유 계약 선수가 되어 레드사스와 4년, 4천만 달러 계약을 맺었다.  필드 안팎 양쪽에서 자신의 상연 때문에 레드삭스는 이 명예에 언급에서 철자 "C"를 그의 저지에 추가한 팀 주장의 지정과 함께 베리텍에게 수여하였다.

### 2005년 ~ 2011년
베리텍의 재계약을 맺은 레드삭스가 그를 팀의 주장으로 임명한 후, 1923년 이래 명예의 전당 헌액자 지미 폭스 (1940 ~ 1942), 칼 야스트렘스키 (1966, 1969 ~ 1983)과 짐 라이스 (1986 ~ 1989)에 이어 4번째로 개인적으로 명예를 얻었다.  그는 메이저 리그 베이스볼에서 3며의 주장들 중의 하나가 되었다.  양키스의 데릭 지터와 시카고 화이트삭스의 폴 코너코가 그 다른 선수들이었다.  그는 2012년 시즌 전에 자신의 은퇴까지 자신의 주장직을 유지하였다.
2005년 베리텍은 자신의 첫 골드글러브 상, 첫 실버 슬러거 상을 수상하고 2번째 올스타 선발을 얻었다.
2006년 베리텍은 월드 베이스볼 클래식에서 미국을 대표하여 3개의 경기들에서 활약하였다.  그는 가장 많은 자신의 활약 시간을 만들어 8 대 2의 선두를 좁게 8 대 6으로 내리는 데 미국 팀을 허용한 캐나다 팀을 상대로 그랜드슬램을 쳤다.  하지만 캐나다 팀은 전복 승리에서 선두를 지켰다.
7월 18일 베리텍은 레드삭스를 위하여 포수에서 자신의 991번째 경기를 활약하여 칼턴 피스크의 클럽 기록을 깼다.  그 경기는 베리텍의 성취가 5번째 이닝의 말기 전에 인정되었던 동안 캔자스시티 로열스를 상대로 홈 경기였다.  베리텍은 활약이 다시 시작되기 전에 몇달간 펜웨이 파크에서 매진 관중들로부터 기립 박수를 받았다.  7월 31일 인디언스에 9 대 8의 승리 (포수로서 자신의 1,000번째 경력 경기)에서 베이스들 반올림에 부상을 당하였으나 그는 자신이 7월 29일 애너하임 에인절스의 마이크 나폴리에 태그를 만드는 데 본루를 블록하고 있던 동안 무릎에 시초적 부상이 일어난 것을 믿었다고 말하였다.  그는 8월 3일 자신의 왼쪽 무릎에 깨진 연골을 치료하는 데 수술을 받았다.  포터킷에서 짧은 재활 과제에 이어 9월 4일 레드삭스의 정렬로 돌아왔다.
9월 19일 베리텍은 1,000개의 경기를 잡는 데 첫 레드삭스 포수로서 시합 전이 열린 동안 명예를 받았다.  그는 자신이 능가하기 전에 포구한 990개의 경력 경기들과 레드삭스 기록을 보유한 명예의 전당 헌액자 피스크에 의하여 특별상과 함께 증정되었다.  베리텍은 7월 31일 자신의 1,000번째 경기를 포구하였고 시합의 저녁에 본루의 뒤로 1,009개의 경기들에 나왔다.  같은날 밤에 베리텍은 또한 야구의 가치, 전통과 경기의 영혼을 예증한 선수에게 증정된 메이저 리그 베이스볼 선수 동문회의 지방 지부로부터 레드삭스 하트 앤드 허슬 상을 받기도 하였다.

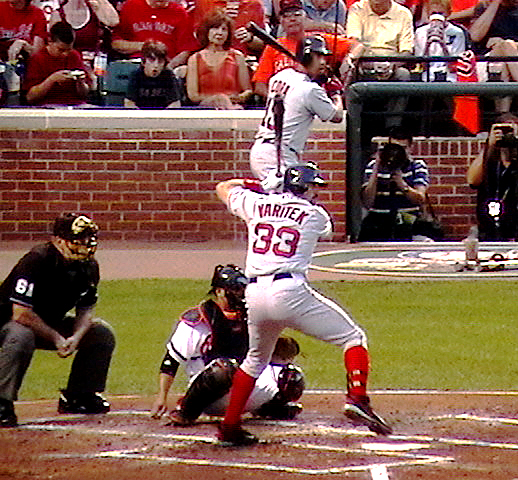
2008년 타석에서

2007년 베리텍과 레드삭스는 월드 시리즈로 돌아와 3년만에 2번째로 우승하였다.  시즌 동안 베리텍은 자신의 1,000번째 경력 안타를 기록하였다.  2008년 5월 19일 그는 존 레스터의 노히트 노런을 포구하여 자신의 경력에서 4개의 갈라진 노히트 노런을 포구하는 데 자신에게 메이저 리그 기록을 주었다.
주장으로 지낸 명예에 베리텍은 피칭 인 포 키즈와 보스턴 어린이 병원에 도움이 되는 수익과 함께 자선 포도주 캡틴 케이버넷을 방출하였다.
2008년의 시즌 말기에 베리텍은 자유 계약을 위하여 선택하였다.  보스턴 글로브에서 보고들은 그의 중개인 스콧 보라스가 협상들을 위하여 기준으로서 양키스의 포수 호르헤 포사다의 4년, 5억 2천 4백만 달러의 거래를 이용하고 있었다고 시사하였다.  2009년 2월 6일 베리텍은 이듬해를 위하여 5백만 달러 팀의 선택권 혹은 3백만 달러 선수 선택권과 함께 5백만 달러 가치에 레드삭스와 새로운 1년 계약을 맺었다.  2009년 시즌 동안 베리텍의 수들은 낮은 타구 평균 (.290)과 적은 타수 (425)에 불구하고 서서히 더 많은 홈런 (14), 2루타 (24)와 타점 (51)과 높은 장타율 (.390)과 함께 자신의 퇴거 시즌에 비슷하였다.  그는 결국적으로 7월 31일 이적 마감 시간에 레드삭스가 올스타 빅터 마르티네스를 취득했을 때 대리 포수가 되었다.
2010년 12월 2일 스포츠 일러스트레이티드가 그 웹사이트 SI.com에 베리텍이 2011년 시즌을 위하여 레드삭스와 머무는 데 1년, 2백만 달러의 계약을 맺었다고 보고하였다.  거래는 12월 10일 완성되었다.  재러드 살탈라마키아의 추가와 함께 베리텍은 보통 2011년 시즌 동안 벤치에서 나와 68개의 경기들을 활약하겨 11개의 홈런, 36개의 타점, 그리고 .300의 출루율과 함께 .221 점을 타구하였다.
2011년 시즌 후, 베리텍은 다시 한번 자유 계약 선수가 되었고 레드삭스에 의하여 봄 훈련으로 초청과 함께 마이너 리그 계약이 제공되었다.  2012년 3월 1일 플로리다주 포트 마이어스에 있는 제트 블루 파크에서 베리텍은 자신의 은퇴를 공식적으로 선언하였다.
2011년 베리텍의 동료 포수이자 팀 동료인 라이언 레이번웨이는 자신의 가장 좋아하는 선수로 자라온 것으로서 보스턴 베테랑 명단에 올렸다.  "베리텍은 포지션을 위하여 황금적 수준을 세워 4명의 타자들을 포구하고 2개의 월드 시리즈를 우승하였다.  그는 투수들을 다루는 데 진실적인 프로이자 나의 경력 진행으로서 내가 되고 싶은 것이다."

## 본부 경력
2012년 9월 27일 당시 레드삭스 총지배인 벤 체링턴은 베리텍이 총지배인에 특별 보조인으로 지내옷 것을 공고하였다.  그 역할에서 체링턴은 베리텍이 "젊은 선수들의 메이저 리그 인원 결정, 평가들과 조언과 교훈" 같은 분야들에서 연루될 것이라고 말하였다.  베리텍은 현재 야구 최고 책임자 체임 블루에게 특별 보조인이다.

## 기록과 수상들

### 조지아 공과대학교 기록
- 가장 많은 활약한 경력 경기 (253)
- 가장 많은 매긴 경력 득점 (261)
- 가장 많은 경력 안타 (351)
- 가장 많은 경력 2루타 (82)

### 대학 수상과 성취들
- 그의 등번호 33은 조지아 공과대학교에 의하여 여태까지 영구 결번된 2번째 만의 번호이며, 그의 첫 등번호는 코치 짐 럭에 의하여 입어진 44번이었다.
- 베이스볼 아메리카의 1993년 올해의 선수
- 베이스볼 아메리카에 의하여 "사상 대학 올스타 팀"으로 임명
- 1994년 골든 스파이크스 상
- 1994년 로터리 스미스 상
- 1994년 딕 하우저 트로피
- 3회의 일치 올아메리칸 (1992, 1993, 1994)
- 조지아 공과대학교 명예의 전당 헌액
- 케이프코드 야구 리그 명예의 전당 헌액
- 1994년 대학 월드 시리즈 준우승

### 메이저 리그 베이스볼 경력
- 3회의 올스타 (2003, 2005, 2008)와 1회의 출발 선수 (2005)
- 2회의 월드 시리즈 우승 (2004, 2007)
- 2005년 실버 슬러거 상 수상
- 2005년 골드 글러브상 수상
- 2006년 하트 앤드 허슬 상
- 4개의 노히트 노런을 포구하여 현재 카를로스 루이즈와 나누어진 기록
- 4개의 다른 출발 투수들에 희한 4개의 노히트 노런을 포구하는 데 단 하나의 포수

### 레드삭스의 이정표와 성취들
- 2005년 4월 14일 100개의 홈런을 치는 데 26번째 선수
- 골드 글러브상을 수상하는데 3번째 레드삭스 선수 (칼턴 피스크와 토니 페냐에 이어)
- 1991년 토니 페냐 이래 골드 글러브상을 수상하는 데 아무 포지션에서 첫 레드삭스 선수
- 포구한 1,488개의 경기들 - 레드삭스 역사상 106년의 세월에 가장 많은 것으로 로열스를 상대로 2006년 7월 18일 칼턴 피스크의 990개 클럽 기록을 깸
- 포구한 4개의 노히트 노런을 위한 메이저 리그 기록
  - 노모 히데오 - 볼티모어 오리올스를 상대로 2001년 4월 4일
  - 데릭 로 - 탬파베이 레이스를 상대로 2002년 4월 27일
  - 클레이 버크홀츠 - 오리올스를 상대로 2007년 9월 1일 (버크홀츠의 노히트 노런은 그의 2번째 메이저 리그 출발)
  - 존 레스터 - 로열스를 상대로 2008년 5월 19일
- 포수를 위한 가장 많은 포스트시즌 홈런 (11)
- 플레이오프들에서 최소한 2개의 3루타에 가진 6명 만의 포수들 중의 하나 (2)
- 팀 역사상 아무 다른 레드삭스 선수보다 더 많은 포스트시즌 경기들에서 활약
- 레드삭스 포수를 위한 가장 많은 오프닝데이 출발 경기들

### 주목할 만한 첫번째
2004년 월드 시리즈에서 베리텍은 세인트루이스 카디널스의 제이슨 마키스를 상대로 타구하였는데 2명의 전직 리틀 리그 월드 시리즈 참가 선수들이 메이저 리그 베이스볼 월드 시리즈에서 서로 향한데 첫번째였다.  베리텍은 1984년 플로리다주 올터몬트를 위하여 활약하였다.

## 개인 생활
베리텍은 자신의 이전 결혼 생활로부터 3명의 딸 - 알렉산드라, 켄덜과 캐롤라인을 두었다.  그와 그의 첫 부인 캐런 멀리낵스는 2008년에 이혼하였다.  그는 2011년 11월 26일 캐서린 파나조토포울로스에게 재혼하여 그들의 첫 자식 - 리브 조던 베리텍 (2012년 5월 26일생)을 두었다.  베리텍은 기독교 신자이다.

## 연도별 타격 성적
| 연 도      | 소 속      | 경 기 | 타 석 | 타 수 | 득 점 | 안 타 | 2 루 타 | 3 루 타 | 홈 런 | 루 타 | 타 점 | 도 루 | 도 루 자 | 희 생 번 | 희 생 플 | 볼 넷 | 고 4 | 사 구 | 삼 진 | 병 살 타 | 타 율 | 출 루 율 | 장 타 율 | O P S |
| ---------- | ---------- | ----- | ----- | ----- | ----- | ----- | ------- | ------- | ----- | ----- | ----- | ----- | -------- | -------- | -------- | ----- | ---- | ----- | ----- | -------- | ----- | -------- | -------- | ----- |
| 1997년     | BOS        | 1     | 1     | 1     | 0     | 1     | 0       | 0       | 0     | 1     | 0     | 0     | 0        | 0        | 0        | 0     | 0    | 0     | 0     | 0        | 1.000 | 1.000    | 1.000    | 2.000 |
| 1998년     | BOS        | 86    | 247   | 221   | 31    | 56    | 13      | 0       | 7     | 90    | 33    | 2     | 2        | 4        | 3        | 17    | 1    | 2     | 45    | 8        | .253  | .309     | .407     | .716  |
| 1999년     | BOS        | 144   | 544   | 483   | 70    | 130   | 39      | 2       | 20    | 233   | 76    | 1     | 2        | 5        | 8        | 46    | 2    | 2     | 85    | 12       | .269  | .330     | .482     | .812  |
| 2000년     | BOS        | 139   | 519   | 448   | 55    | 111   | 31      | 1       | 10    | 174   | 65    | 1     | 1        | 1        | 4        | 60    | 3    | 6     | 84    | 16       | .248  | .342     | .388     | .730  |
| 2001년     | BOS        | 51    | 198   | 174   | 19    | 51    | 11      | 1       | 7     | 85    | 25    | 0     | 0        | 1        | 1        | 21    | 3    | 1     | 35    | 6        | .293  | .371     | .489     | .860  |
| 2002년     | BOS        | 132   | 519   | 467   | 58    | 124   | 27      | 1       | 10    | 183   | 61    | 4     | 3        | 1        | 3        | 41    | 3    | 7     | 95    | 13       | .266  | .332     | .392     | .724  |
| 2003년     | BOS        | 142   | 521   | 451   | 63    | 123   | 31      | 1       | 25    | 231   | 85    | 3     | 2        | 5        | 7        | 51    | 8    | 7     | 106   | 10       | .273  | .351     | .512     | .863  |
| 2004년     | BOS        | 137   | 536   | 463   | 67    | 137   | 30      | 1       | 18    | 223   | 73    | 10    | 3        | 0        | 1        | 62    | 9    | 10    | 126   | 11       | .296  | .390     | .482     | .872  |
| 2005년     | BOS        | 133   | 539   | 470   | 70    | 132   | 30      | 1       | 22    | 230   | 70    | 2     | 0        | 1        | 3        | 62    | 3    | 3     | 117   | 10       | .281  | .366     | .489     | .855  |
| 2006년     | BOS        | 103   | 416   | 365   | 46    | 87    | 19      | 2       | 12    | 146   | 55    | 1     | 2        | 1        | 2        | 46    | 7    | 2     | 87    | 10       | .238  | .325     | .400     | .725  |
| 2007년     | BOS        | 131   | 518   | 435   | 57    | 111   | 15      | 3       | 17    | 183   | 68    | 1     | 2        | 0        | 4        | 71    | 9    | 8     | 122   | 9        | .255  | .367     | .421     | .788  |
| 2008년     | BOS        | 131   | 483   | 423   | 37    | 93    | 20      | 0       | 13    | 152   | 43    | 0     | 1        | 0        | 2        | 52    | 3    | 6     | 122   | 13       | .220  | .313     | .359     | .672  |
| 2009년     | BOS        | 109   | 425   | 364   | 41    | 76    | 24      | 0       | 14    | 142   | 51    | 0     | 0        | 0        | 4        | 54    | 6    | 3     | 90    | 6        | .209  | .313     | .390     | .703  |
| 2010년     | BOS        | 39    | 123   | 112   | 18    | 26    | 6       | 0       | 7     | 53    | 16    | 0     | 0        | 0        | 1        | 10    | 2    | 0     | 35    | 1        | .232  | .293     | .473     | .766  |
| 2011년     | BOS        | 68    | 250   | 222   | 32    | 49    | 10      | 1       | 11    | 94    | 36    | 0     | 0        | 3        | 0        | 21    | 0    | 4     | 67    | 3        | .221  | .300     | .423     | .723  |
| 통산：15년 | 통산：15년 | 1546  | 5839  | 5099  | 664   | 1307  | 306     | 14      | 193   | 2220  | 757   | 25    | 18       | 22       | 43       | 614   | 59   | 61    | 1216  | 129      | .256  | .341     | .435     | .776  |